# Арборетум Трстено
Арборетум Трстено најстарији је споменик пејзажне архитектуре у Хрватској и једини арборетум на хрватској обали Јадрана. Налази се у туристичком месту Трстено, 19 км северозападно од Дубровника.
Арборетрум је основан 1948. године на простору ренесансног летњиковца са вртом, на имању које се од краја 14. века налазило у власништву дубровачке племићке породице Гучетић-Годзе. Године 1949. заштићен је законом као споменик природе. Простире се на површини од приближно 25 ха и на том простору обједињује неколико целина:
- ренесансни парк са летњиковцем,
- неоромантичарски парк с краја 19. и почетка 20. века,
- стари маслињак и
- природну вегетацију шуме и макије, са приобалним стенама.

У оквиру комплекса арборетума, осим летњиковца, налазе се и капела св. Јеронима из 17. века, стара преса за маслине, акведукт из 15. века и барокна фонтана с Нептуном и нимфама, саграђена 1736. године. Заједно са богатим биљним фондом који чини 465 гајених и 510 самониклих врста Арборетум Трстено на јединствен начин сједињује природну и културну баштину.
Надлежност над Арборетумом данас има Хрватска академија знаности и умјетности.

## Историја
Парковски комплекс, од кога је касније настао Арборетум, настао је крајем 15. века, када је 1494. године дубровачки властелин Иван Маринов Гучетић-Годзе на свом пољском имању подигао летњиковац са парком. Летњиковац и парк убрзо су постали средиште хуманистичког и културног живота Дубровника и за њих су везана многа позната имена културне историје Дубровника. Између осталих ту је боравила и позната дубровачка песникиња и лепотица Цвијета Зузорић, а током 16. века на овом имању је познати филозоф и хуманиста Никола Витов Гучетић написао бројна филозофска дела и расправе.
Крајем 19. и почетком 20. века на имању се гради још један парк, просторно одвојен од ренесансног врта, уређен у тада модерном пејзажном стилу.
Цео комплекс је 1948. године претворен у арборетум, а следеће године заштићен као споменик природе. Забрањене су и кажњиве радње које могу нанети штету архитектонским и вртним споменицима, као и биљкама и животињама на целој површини арборетума. Забрањено је чупање и брање гајених или самониклих биљака, као и њиховог семена. Такође је забрањен и лов, убијање животиња или њихово одношење из арборетума. Данас је Арборетум Трстено у надлежности Хрватске академије наука и умјетности.

### Летњиковац
Изградња самог летњиковца завршена је 1502. године. Зграда је зидана у ренесансном стилу, али је то првобитно здање срушено у земљотресу који је погодио Дубровник и околину 1667. године. На његовом месту сазидано је ново, које се и данас ту налази. Осим летњиковца у парковском комплексу налазе се и капела светог Јеронима из 17. века и економски објекти, у чијем саставу је и млиница за маслине са добро очуваним пресама за цеђење маслиновог уља.

### Ренесансни парк
Парк Гучетић припада карактеристичном типу дубровачког ренесансног врта. Према времену настанка старији је од многих чувених италијанских и француских ренесансних вртова. То је парк геометријске основе коју чини ортогонална мрежа пешачких стаза, обрубљених ниским каменим зидићима. Окосницу парка представља главно шеталиште, са двоструком колонадом камених стубова који носе перголу од винове лозе. Од осталих елемената карактеристичних за ренесансне вртове у оквиру парка Гучетић налазе се и павиљон са погледом на отворено море и Елафитска острва, простор за одмор, назван „зелена лођа” и фонтана до које се вода доводила аквадуктом са 14 лукова, дугим 70 метара. Аквадукт и фонтана изграђени су у 15. веку, а данашњи барокни изглед, са скулптурома Нептуна и нимфама, фонтана је добила 1736. године, када је преуређена.

### Нови део парка
Овај нови парк припада специфичној групацији јужнојадранских вртова које карактерише композицијско решење које сједињује два супротна вртна концепта:
- део парка уређен у традиционалном геометријском стилу и
- део уређен у слободном, пејзажном стилу, испуњен романтичарском сценографијом.

Парк почиње на шумовитом пропланку одакле се, преко камених степеника и видиковаца, постепено спушта низ стрми обронак све до морске обале. Средишњим делом парка доминира украсна „рушевина” са сунчаним сатом, одакле се пружа панорамски поглед на Елафитска острва.

## Услови станишта
Арборетум Трстено лежи на геолошкој подлози мезозојских пропусних кречњачки стена. Клима је средоземна, са средњом годишњом температуром од 15,5 °C, релативном влагом ваздуха од 67% и средњом годишњом количином падавина од 1284 мм.

## Вегетација
Вегетација заступљена у арборетуму представља спој гајених врста и аутохтоне вегетације овога подручја.

### Гајене врсте
Збирка гајених врста највећим делом се налази у склопу старог ренесансног врта и данас обухвата 465 биљних врста, сврстаних у 111 породица. Према географском пореклу највећи је број средоземних и европских врста, које су заступљене са 31%. У време када је формиран Гучетићев парк у Дубровник су, захваљујући бројној поморској флоти, почеле да пристижу и различите стране врсте, па су тако у парку бројне и азијске врсте, заступљене су са 22%, а значајан је и број америчких, којих има 17%. Осим украсних ову збирку чине и економски корисне врсте, какве су лимун, поморанџа, чедрун (Citrus medica), нар, винова лоза, руже, јасмин, рузмарин, лаванда, сантолина и друге.
Парк је крајем 19. и почетком 20. века обогаћен биљкама са свих страна света, међу којима су палме - феникс палма, вашингтонија, висока жумара (Serenoa repens) и мала жумара, затим камфоровац, авокадо, храст плутњак, вирџинијски драгун (Diospyros virginiana), гумијевац, еукалиптус, црни и жути бамбус, цикас и многе друге егзотичне врсте. Међу највећим и најстаријим врстама дрвећа, чија старост достиже и 150 година, налазе се стабла гинкга, америчке липе (Tilia americana), либанског кедра (Cedrus libani), тулипановца, хималајског чемпреса (Cupressus torulosa), источног платана (Platanus orientalis) и многа друга.

### Аутохтоне врсте
Аутохтона самоникла вегетација заступљена је на простору арборетума са 510 врста, сврстаних у 84 породице. Основу чине шуме храста медунца, алепског бора и чемпреса, вегетација макије и вегетација на приобалним стенама. Као доминантни елементи медитеранске вегетације јављају се маслина и рогач, а локално се, на дубљем и влажнијем земљишту, јављају и субмедитеранске врсте бели граб, јасен и ловор, а на стрмим стенама над морем ретки локалитети дрвенасте млечике.

## Занимљивости
На простору Арборетума снимане су бројне сцене из популарног серијала Игре престола, америчке продукцијске куће ХБО (HBO). Јединствени врт ас летниковцем, аквадукт, млиница, барокна фонтана са скулптурама Нептуна и нимфи и видиковац са погледом на море и острва створили су непоновљиву природну сценографију King’s Landinga-а.

## Галерија фотографија

### Детаљи из парка
- Јука (Yucca gloriosa) поред главне шетне стазе
- Мала жумара
- Висока жумара (Trachycarpus fortunei)
- Цикас палма (Cycas revoluta)
- Пузавица звездасти јасмин (Trachelospermum jasminoides) на зиду летњиковца
- Колекција бамбуса - црни и зелени бамбус
- Шума бамбуса
- Источни платан (Platanus orientalis)
- Алепски бор (Pinus halepensis), представник самоникле аутохтоне вегетације